# Власова, Мария Николаевна
Мари́я Никола́евна Вла́сова (1 октября 1925—2008) — советский историк, Заслуженный деятель науки Карельской АССР (1980).

## Биография
Родилась в Олонце в карельской семье.
В 1948 году окончила Исторический факультет МГУ, направлена на работу в Институт языка, литературы и истории в составе Карело-Финского филиала Академии наук СССР.
В 1952 году окончила аспирантуру при Ленинградском отделении Института истории АН СССР, работала учёным секретарём Президиума Карельского научного центра РАН, заведующей сектором истории.
В 1965—1988 годах — директор Института языка, литературы и истории Карельского научного центра РАН.
В 1968—1969 годах участвовала в работе Межпарламентского союза в Дакаре и Вене.
В 1976—1987 годах — председатель советской части Советско-финляндской рабочей группы по научному сотрудничеству в области истории.
Избиралась в состав Национального комитета историков СССР, Советского комитета финно-угроведов, иностранный член-корреспондент Общества финской литературы, член-корреспондент Финляндского исторического общества.
Избиралась депутатом Верховного Совета Карельской АССР, Верховного Совета Карело-Финской ССР IV созыва, депутатом Верховного совета СССР VII созыва. Почётный гражданин Петрозаводска (1987).
Является автором более восьмидесяти научных работ.